# Jelena Jensen
Jelena Jensen (Los Ángeles, California; 7 de octubre de 1981) es una modelo de glamour y actriz pornográfica estadounidense.

## Biografía
Jensen inició su carrera trabajando en Jaded Video cuando aún se encontraba en la Universidad, teniendo presentaciones en convenciones de adultos, así como en la revista de AVN, la Expo de Las Vegas y Erotica LA en Los Ángeles. Ya que no estaba interesada en realizar Hardcore, un amigo le sugirió que se dedique al estilo en solitario.
Jensen tuvo su primera sesión fotográfica con Scott St. James, la cual fue publicada en la sesión de agosto de 2003 de la revista Club. Desde ahí ha trabajado con muchos fotógrafos, incluyendo a Suze Randall, Holly Randall, J. Stephen Hicks, Matti Klatt y Richard Avery, y con directores tales como Andrew Blake, Robby D y Celeste.
Asistió a la Universidad de Chapman, en el condado de Orange, California, graduándose como magna cum laude en mayo de 2003, con un Bachillerato en Bellas Artes en producción de películas y televisión, con énfasis en producción.
Desde ahí ha posado para varias páginas web, habiendo aparecido en todas las revistas de mayores para hombres, incluyendo Penthouse y ocho ediciones de Playboy. Apareció en dos producciones de Andrew Blake. Sus escenas pornográficas son generalmente lésbicas.
Tuvo un rol principal en Playboy TV en la serie Totally Busted.
En 2010, fue elegida Penthouse Pet del mes de marzo. Pese a haberse declarado heterosexual en pasadas entrevistas, se declaró recientemente bisexual.[cita requerida]

## Publicaciones
- Revista Club international (agosto de 2003)
- Revista Fox (noviembre de 2003)
- Revista High Society (enero de 2004)
- Revista Playboy (febrero y marzo de 2004)
- Revista Hustler (abril de 2004)